# Gonatopus bicolor
Gonatopus bicolor är en stekelart som först beskrevs av Alexander Henry Haliday 1828.  Gonatopus bicolor ingår i släktet Gonatopus, och familjen stritsäcksteklar. Arten är reproducerande i Sverige.